# Darvīshīyeh
Darvīshīyeh (persiska: درويشيه) är en ort i Iran.   Den ligger i provinsen Khuzestan, i den västra delen av landet, 700 km söder om huvudstaden Teheran. Darvīshīyeh ligger 4 meter över havet och antalet invånare är 206.
Terrängen runt Darvīshīyeh är mycket platt. Runt Darvīshīyeh är det ganska tätbefolkat, med 139 invånare per kvadratkilometer. Närmaste större samhälle är Abadan, 11,0 km nordväst om Darvīshīyeh. Trakten runt Darvīshīyeh är ofruktbar med lite eller ingen växtlighet.